# پسته مصطکی
پسته مصطکی یا ماستیک (نام علمی: Pistacia lentiscus) نام یک گونه از تیره پسته‌ایان است.

## ویژگی‌ها
این گیاه یک درختچه یا درخت کوچک و همیشه سبز است و ارتفاعش بین یک تا هفت متر است. بوی صمغ آن از تمامی اندام‌های گیاه استشمام می‌شود. گل‌های آن دوپایه بوده و در ابتدا سبز ولی به تدریج قرمز رنگ می‌شوند. میوهٔ این گیاه کروی شکل، قرمز رنگ، کوچک و یک میوه از نوع میوه‌های شفت بوده و پس از رسیدن سیاه رنگ می‌شود. بومی‌ها از میوه این درخت روغنی خوراکی می‌گیرند و به جای روغن زیتون در خوراک مصرف می‌کنند اما محصول عمده این درختان صمغی است که از تنه و ساقه‌های این درخت در اثر شکافی که وارد می‌کنند، گرفته می‌شود و به ماستیک معروف است. از صمغ این گیاه استفاده‌های مختلفی می‌شود. این ماده به عنوان نوعی ادویه و طعم دهنده در آشپزی و تهیه شیرینی و دسرها استفاده می‌شود. همچنین این صمغ به عنوان نوعی آدامس طبیعی (نوعی سقز) و در طب سنتی برای درمان برخی بیماری‌های گوارشی کاربرد دارد. در صنعت و جهت ساخت برخی ترکیبات نیز از این ماده استفاده می‌شود.

## پراکندگی
رویشگاه اصلی این گیاه مناطق سنگلاخی و خشک با آب و هوای مدیترانه‌ای است اما به دلیل مقاومت و سازگاری بالا، این درخت در انواع شرایط آب و هوایی و محیطی مثلاً در بالای کوه‌ها، دشت‌ها، دره‌ها، جنگل‌ها، کنار دریاها و حتی در خاک‌های شور نیز مشاهده می‌شود. زیستگاه این گیاه گسترهٔ وسیعی دارد و در سراسر مناطق اطراف مدیترانه از جمله مراکش، پرتغال، یونان، جنوب فرانسه و ترکیه تا ایران و عراق یافت می‌شود.